# Verona (Dakota del Norte)
Verona es una ciudad ubicada en el condado de LaMoure en el estado estadounidense de Dakota del Norte. En el censo de 2010 tenía una población de 85 habitantes y una densidad poblacional de 130,75 personas por km².

## Geografía
Verona se encuentra ubicada en las coordenadas 46°21′58″N 98°4′17″O / 46.36611, -98.07139. Según la Oficina del Censo de los Estados Unidos, Verona tiene una superficie total de 0.65 km², de la cual 0.65 km² corresponden a tierra firme y (0%) 0 km² es agua.

## Demografía
Según el censo de 2010, había 85 personas residiendo en Verona. La densidad de población era de 130,75 hab./km². De los 85 habitantes, Verona estaba compuesto por el 97.65% blancos, el 0% eran afroamericanos, el 1.18% eran amerindios, el 0% eran asiáticos, el 0% eran isleños del Pacífico, el 0% eran de otras razas y el 1.18% pertenecían a dos o más razas. Del total de la población el 0% eran hispanos o latinos de cualquier raza.